# Бафетімбі Гоміс
Бафетімбі́ Гомі́с (фр. Bafétimbi Gomis, МФА: [bafetimbi gɔmis]; нар. 6 серпня 1985 року, Ла-Сейн-сюр-Мер, Франція) — французький футболіст сенегальського походження. Нападник японського клубу «Кавасакі Фронтале».

## Клубна кар'єра
З 2000 року Гоміс перебував у молодіжному складі «Сент-Етьєна». У 2002—2004 роках він грав в аматорському чемпіонаті Франції за другу команду клубу, хоча вже в сезоні 2003/04 провів 11 ігор в Лізі 2. Другу частину сезону 2004/05 Бафетімбі провів в оренді в клубі «Труа», що грав тоді в Лізі 2, після чого став одним з основних гравців «Сент-Етьєна», що грає в Лізі 1. З сезону 2009/10 виступає за ліонський «Олімпік».

## Кар'єра в збірній
Хоча на початку 2000-х Гоміс провів один матч за молодіжну збірну Франції, до 2008 року він не представляв, за кого йому варто грати на міжнародній арені: Францію чи Сенегал . 18 травня того року головний тренер французів Раймон Доменек включив його в розширений склад збірної для участі в Євро-2008. Після того, як 27 травня в товариському матчі дубль Гоміса приніс «триколірним» перемогу над Еквадором (2:0), він був включений у підсумкову заявку на турнір, де він виходив на заміну в матчах з Румунією та Нідерландами.

## Титули і досягнення

### Командні
«Сент-Етьєн»
- Переможець Ліги 2: 2004

«Ліон»
- Володар Кубка Франції: 2011-12
- Володар Суперкубка Франції: 2012

«Галатасарай»
- Чемпіон Туреччини: 2017-18, 2022-23

«Аль-Гіляль»
- Чемпіон Саудівської Аравії: 2019-20, 2020-21
- Володар Королівського кубка Саудівської Аравії: 2019-20
- Володар Суперкубка Саудівської Аравії: 2021
- Переможець Ліги чемпіонів АФК: 2019, 2021

«Кавасакі Фронтале»
- Володар Кубка Імператора: 2023
- Володар Суперкубка Японії: 2024

### Персональні
«Сент-Етьєн»
- Футболіст місяця за версією UNFP: січень 2007

«Галатасарай»
- Найкращий бомбардир Чемпіонату Туреччини (1): 2017–18 (29 голів)

## Статистика

### Клубна
Дані актуальні станом на 8 грудня 2011
| Клуб           | Сезон   | Змагання | Ліга | Ліга | Кубок | Кубок | Європа | Європа | Всього | Всього |
| Клуб           | Сезон   | Змагання | Ігри | Голи | Ігри  | Голи  | Ігри   | Голи   | Ігри   | Голи   |
| -------------- | ------- | -------- | ---- | ---- | ----- | ----- | ------ | ------ | ------ | ------ |
| Сент-Етьєн     | 2003–04 | Ліга 2   | 11   | 2    | 3     | 0     | –      | –      | 14     | 2      |
| Сент-Етьєн     | 2004–05 | Ліга 1   | 6    | 0    | 1     | 0     | –      | –      | 7      | 0      |
| Труа           | 2004–05 | Ліга 2   | 13   | 6    | –     | –     | –      | –      | 13     | 6      |
| Сент-Етьєн     | 2005–06 | Ліга 1   | 24   | 2    | 2     | 0     | –      | –      | 26     | 2      |
| Сент-Етьєн     | 2006–07 | Ліга 1   | 30   | 10   | 4     | 3     | –      | –      | 34     | 13     |
| Сент-Етьєн     | 2007–08 | Ліга 1   | 35   | 16   | 2     | 0     | –      | –      | 37     | 16     |
| Сент-Етьєн     | 2008–09 | Ліга 1   | 36   | 10   | 3     | 2     | 8      | 4      | 47     | 16     |
| Олімпік (Ліон) | 2009–10 | Ліга 1   | 37   | 10   | 4     | 1     | 10     | 4      | 51     | 15     |
| Олімпік (Ліон) | 2010–11 | Ліга 1   | 35   | 10   | 3     | 2     | 7      | 2      | 45     | 14     |
| Олімпік (Ліон) | 2011–12 | Ліга 1   | 16   | 7    | 0     | 0     | 8      | 6      | 24     | 13     |
| Всього         | Всього  | Всього   | 243  | 73   | 22    | 8     | 33     | 16     | 298    | 97     |

### Голи за збірну
| #  | Дата              | Стадіон                             | Суперник | Гол | Результат | Змагання         |
| -- | ----------------- | ----------------------------------- | -------- | --- | --------- | ---------------- |
| 1. | 27 травня 2008    | Стад де Альп, Гренобль, Франція     | Еквадор  | 1–0 | 2–0       | Товариський матч |
| 2. | 27 травня 2008    | Стад де Альп, Гренобль, Франція     | Еквадор  | 2–0 | 2–0       | Товариський      |
| 3. | 14 листопада 2012 | Стадіо Енніо Тардіні, Парма, Італія | Італія   | 2–1 | 2–1       | Товариський      |